# S·V·苏尼尔
S·V·苏尼尔（S. V. Sunil，1989年5月6日—），生于果达古县，印度男子曲棍球运动员，司职后卫，2014年亚洲运动会男子曲棍球金牌得主、2018年亚洲运动会男子曲棍球铜牌得主。